# Segunda Categoría del Azuay 2019
El Campeonato Provincial de Fútbol de Segunda Categoría de Azuay 2019 fue un torneo de fútbol en Ecuador en el cual compitieron equipos de la Provincia de Azuay. El torneo fue organizado por Asociación de Fútbol Profesional del Azuay (AFA) y avalado por la Federación Ecuatoriana de Fútbol. El torneo inició el 3 de mayo de 2019 y finalizó el 20 de julio de 2019. Participaron 12 clubes de fútbol y entregó 2 cupos al zonal de ascenso de la Segunda Categoría 2019 por el ascenso a la Serie B, además el campeón provincial clasificó a la primera fase de la Copa Ecuador 2020.

## Sistema de campeonato
El sistema determinado por la Asociación de Fútbol Profesional del Azuay fue el siguiente:
- Primera etapa: Los 12 equipos fueron divididos en dos grupos de seis equipos, jugaron todos contra todos ida y vuelta (10 fechas), los dos primeros de cada grupo avanzaron a la siguiente etapa.[3][4]

- Segunda etapa: Los 4 equipos clasificados de la etapa anterior se enfrentaron entre sí en play-offs eliminatorios para determinar los equipos que clasificaron a los zonales  de Segunda Categoría 2019, el orden de las semifinales fue: 1.° grupo A vs. 2.° grupo B y 1.° grupo B vs. 2.° grupo A, los ganadores de las semifinales clasificaron también a la final para determinar al campeón y vicecampeón respectivamente.

## Equipos participantes
| Equipos participantes                    | Equipos participantes | Equipos participantes                                           |
| ---------------------------------------- | --------------------- | --------------------------------------------------------------- |
|                                          |                       |                                                                 |
| Equipo                                   | Ciudad                | Estadio                                                         |
| Círculo Cruz del Vado Social y Deportivo | Cuenca                | Estadio Alejandro Serrano Aguilar                               |
| Atenas Fútbol Club                       | Cuenca                | Estadio Alejandro Serrano Aguilar                               |
| Club Deportivo Gloria                    | Cuenca                | Estadio Alejandro Serrano Aguilar                               |
| Club Sociedad Deportiva El Cuartel       | Paute                 | Estadio Eduardo Crespo Malo                                     |
| Club Deportivo Estudiantes               | Cuenca                | Estadio Alejandro Serrano Aguilar                               |
| Club Social Deportivo Tecni Club         | Cuenca                | Estadio Universidad Politécnica Salesiana - Valeriano Gavinelli |
| Club Deportivo Estrella Roja             | Cuenca                | Estadio Alejandro Serrano Aguilar                               |
| Club Deportivo Baldor Bermeo Cabrera     | Ponce Enríquez        | Estadio Alejandro Serrano Aguilar                               |
| Santa Isabel Fútbol Club                 | Santa Isabel          | Estadio Alejandro Serrano Aguilar                               |
| Club Deportivo San Pedro del Pongo       | Girón                 | Estadio Rosa de Gómez                                           |
| Paute Fútbol Club                        | Paute                 | Estadio Eduardo Crespo Malo                                     |
| Cuenca Fútbol Club                       | Cuenca                | Estadio Alejandro Serrano Aguilar                               |

## Equipos por cantón
| Cantón         | N.º | Equipos                                                                                         |
| -------------- | --- | ----------------------------------------------------------------------------------------------- |
| Cuenca         | 7   | - Cruz del Vado - Atenas F.C. - Gloria - Estudiantes - Tecni Club - Estrella Roja - Cuenca F.C. |
| Paute          | 2   | - El Cuartel - Paute F.C.                                                                       |
| Ponce Enríquez | 1   | - Baldor Bermeo Cabrera                                                                         |
| Santa Isabel   | 1   | - Santa Isabel F.C.                                                                             |
| Girón          | 1   | - San Pedro del Pongo                                                                           |

## Primera etapa

### Grupo A

#### Clasificación
| Pos. | Equipo                | Pts. | PJ | G | E | P | GF | GC | Dif. | Clasificación |
| ---- | --------------------- | ---- | -- | - | - | - | -- | -- | ---- | ------------- |
| 1    | Estrella Roja         | 25   | 9  | 8 | 1 | 0 | 30 | 6  | +24  | Segunda fase  |
| 2    | Gloria                | 22   | 10 | 7 | 1 | 2 | 35 | 6  | +29  | Segunda fase  |
| 3    | Baldor Bermeo Cabrera | 19   | 10 | 6 | 1 | 3 | 33 | 7  | +26  |               |
| 4    | El Cuartel            | 6    | 9  | 1 | 3 | 5 | 5  | 16 | −11  |               |
| 5    | Cruz del Vado         | 5    | 9  | 1 | 2 | 6 | 6  | 42 | −36  |               |
| 6    | Santa Isabel          | 3    | 9  | 1 | 0 | 8 | 5  | 37 | −32  |               |

Actualizado a los partidos jugados el 28 de junio de 2019.
 Fuente: 
Criterios de clasificación: 1) Puntos; 2) Diferencia de goles; 3) Goles marcados

#### Evolución de la clasificación
| Equipo / Jornada      | 01 | 02 | 03 | 04 | 05 | 06 | 07 | 08 | 09 | 10 |
| --------------------- | -- | -- | -- | -- | -- | -- | -- | -- | -- | -- |
| Estrella Roja         | 1  | 2  | 1  | 1  | 3  | 3  | 2  | 2  | 1  | 1  |
| Gloria                | 3  | 3  | 2  | 3  | 2  | 2  | 1  | 1  | 2  | 2  |
| Baldor Bermeo Cabrera | 2  | 1  | 3  | 2  | 1  | 1  | 3  | 3  | 3  | 3  |
| El Cuartel            | 4  | 4  | 4  | 4  | 5  | 5  | 5  | 4  | 4  | 4  |
| Cruz del Vado         | 6  | 6  | 5  | 6  | 6  | 6  | 6  | 6  | 6  | 5  |
| Santa Isabel          | 5  | 5  | 6  | 5  | 4  | 4  | 4  | 5  | 5  | 6  |

#### Resultados
| Estrella Roja | 9 - 0 | Cruz del Vado | Eduardo Crespo Malo | 3 de mayo | 10:00 |
| Gloria        | 2 - 0 | El Cuartel    | Guachapala          | 4 de mayo | 10:00 |
| BBC           | 7 - 0 | Santa Isabel  | Guachapala          | 4 de mayo | 12:15 |

| Santa Isabel  | 0 - 2 | El Cuartel | Guachapala                | 10 de mayo | 16:00 |
| Estrella Roja | 1 - 1 | Gloria     | Alejandro Serrano Aguilar | 11 de mayo | 10:00 |
| Cruz del Vado | 0 - 8 | BBC        | Alejandro Serrano Aguilar | 11 de mayo | 12:15 |

| El Cuartel | 0 - 0 | Cruz del Vado | Eduardo Crespo Malo | 18 de mayo | 16:00 |
| Gloria     | 3 - 0 | Santa Isabel  | Guachapala          | 19 de mayo | 10:00 |
| BBC        | 1 - 2 | Estrella Roja | Guachapala          | 19 de mayo | 12:00 |

| Cruz del Vado | 2 - 3 | Santa Isabel | Eduardo Crespo Malo | 24 de mayo | 12:15 |
| Estrella Roja | 4 - 2 | El Cuartel   | Guachapala          | 25 de mayo | 11:00 |
| BBC           | 3 - 0 | Gloria       | San Pedro del Pongo | 26 de mayo | 11:00 |

| Gloria       | 8 - 1 | Cruz del Vado | Guachapala                | 1 de junio | 10:00 |
| Santa Isabel | 0 - 4 | Estrella Roja | San Pedro del Pongo       | 1 de junio | 11:00 |
| El Cuartel   | 0 - 1 | BBC           | Alejandro Serrano Aguilar | 2 de junio | 12:00 |

| Cruz del Vado | 0 - 8 | Gloria       | Alejandro Serrano Aguilar | 5 de junio | 13:00 |
| Estrella Roja | 4 - 1 | Santa Isabel | Alejandro Serrano Aguilar | 5 de junio | 15:15 |
| BBC           | 0 - 0 | El Cuartel   | San Pedro del Pongo       | 6 de junio | 11:00 |

| Gloria       | 3 - 0 | BBC           | Alejandro Serrano Aguilar | 9 de junio  | 10:00 |
| Santa Isabel | 1 - 2 | Cruz del Vado | San Pedro del Pongo       | 9 de junio  | 12:00 |
| El Cuartel   | 0 - 3 | Estrella Roja | Alejandro Serrano Aguilar | 10 de junio | 12:00 |

| Santa Isabel  | 0 - 5 | Gloria     | Guachapala | 15 de junio | 12:00 |
| Cruz del Vado | 1 - 1 | El Cuartel | Guachapala | 16 de junio | 10:00 |
| Estrella Roja | 2 - 1 | BBC        | Huizhil    | 16 de junio | 10:00 |

| BBC        | 4 - 0 | Cruz del Vado | San Pedro del Pongo       | 22 de junio    | 11:00          |
| Gloria     | 0 - 1 | Estrella Roja | Alejandro Serrano Aguilar | 22 de junio    | 13:00          |
| El Cuartel | -     | Santa Isabel  | No se programó            | No se programó | No se programó |

| El Cuartel    | 0 - 5 | Gloria        | Patamarca           | 28 de junio    | 12:00          |
| Santa Isabel  | 0 - 8 | BBC           | San Pedro del Pongo | 28 de junio    | 12:00          |
| Cruz del Vado | -     | Estrella Roja | No se programó      | No se programó | No se programó |

### Grupo B

#### Clasificación
| Pos. | Equipo              | Pts. | PJ | G | E | P | GF | GC | Dif. | Clasificación |
| ---- | ------------------- | ---- | -- | - | - | - | -- | -- | ---- | ------------- |
| 1    | Cuenca              | 22   | 10 | 7 | 1 | 2 | 27 | 18 | +9   | Segunda fase  |
| 2    | Tecni Club          | 20   | 10 | 6 | 2 | 2 | 29 | 14 | +15  | Segunda fase  |
| 3    | San Pedro del Pongo | 11   | 9  | 2 | 5 | 2 | 18 | 15 | +3   |               |
| 4    | Estudiantes         | 10   | 8  | 2 | 4 | 2 | 13 | 14 | −1   |               |
| 5    | Atenas              | 8    | 9  | 2 | 2 | 5 | 12 | 21 | −9   |               |
| 6    | Paute               | 5    | 10 | 1 | 2 | 7 | 12 | 29 | −17  |               |

Actualizado a los partidos jugados el 30 de junio de 2019.
 Fuente: 
Criterios de clasificación: 1) Puntos; 2) Diferencia de goles; 3) Goles marcados

#### Evolución de la clasificación
| Equipo / Jornada    | 01 | 02 | 03 | 04 | 05 | 06 | 07 | 08 | 09 | 10 |
| ------------------- | -- | -- | -- | -- | -- | -- | -- | -- | -- | -- |
| Cuenca              | 2  | 1  | 1  | 1  | 1  | 1  | 2  | 2  | 1  | 1  |
| Tecni Club          | 6  | 5  | 3  | 2  | 3  | 2  | 1  | 1  | 2  | 2  |
| San Pedro del Pongo | 3  | 3  | 5  | 3  | 2  | 3  | 3  | 3  | 3  | 3  |
| Estudiantes         | 4  | 4  | 6  | 5  | 4  | 5  | 4  | 5  | 4  | 4  |
| Atenas              | 5  | 6  | 2  | 4  | 5  | 4  | 5  | 4  | 5  | 5  |
| Paute               | 1  | 2  | 4  | 6  | 6  | 6  | 6  | 6  | 6  | 6  |

| 1. |

#### Resultados
| Tecni Club  | 1 - 2 | Paute FC            | Valeriano Gavinelli | 3 de mayo | 12:15 |
| Atenas FC   | 1 - 2 | Cuenca FC           | Eduardo Crespo Malo | 3 de mayo | 12:15 |
| Estudiantes | 1 - 1 | San Pedro del Pongo | Huizhil             | 3 de mayo | 14:00 |

| Estudiantes         | 0 - 0 | Atenas FC  | Huizhil             | 11 de mayo | 10:00 |
| San Pedro del Pongo | 2 - 2 | Tecni Club | Valeriano Gavinelli | 11 de mayo | 16:00 |
| Paute FC            | 1 - 5 | Cuenca FC  | Eduardo Crespo Malo | 12 de mayo | 16:00 |

| Cuenca FC  | 3 - 2 | San Pedro del Pongo | Patamarca           | 18 de mayo | 11:00 |
| Atenas FC  | 3 - 0 | Paute FC            | Eduardo Crespo Malo | 18 de mayo | 14:00 |
| Tecni Club | 4 - 2 | Estudiantes         | Valeriano Gavinelli | 18 de mayo | 16:00 |

| Estudiantes         | 2 - 2 | Cuenca FC | Huizhil             | 24 de mayo | 10:00 |
| Tecni Club          | 5 - 1 | Atenas FC | Valeriano Gavinelli | 24 de mayo | 13:00 |
| San Pedro del Pongo | 4 - 1 | Paute FC  | San Pedro del Pongo | 25 de mayo | 11:00 |

| Cuenca FC | 3 - 2 | Tecni Club          | Patamarca                 | 1 de junio | 11:00 |
| Atenas FC | 1 - 3 | San Pedro del Pongo | Alejandro Serrano Aguilar | 2 de junio | 14:00 |
| Paute FC  | 1 - 1 | Estudiantes         | Eduardo Crespo Malo       | 2 de junio | 16:00 |

| San Pedro del Pongo | 1 - 1 | Atenas FC | San Pedro del Pongo | 5 de junio  | 12:00 |
| Tecni Club          | 3 - 2 | Cuenca FC | Valeriano Gavinelli | 5 de junio  | 19:30 |
| Estudiantes         | 3 - 1 | Paute FC  | Eduardo Crespo Malo | 19 de junio | 16:00 |

| Cuenca FC | 2 - 3 | Estudiantes         | Patamarca                 | 9 de junio | 11:00 |
| Atenas FC | 0 - 4 | Tecni Club          | Alejandro Serrano Aguilar | 9 de junio | 12:15 |
| Paute FC  | 2 - 2 | San Pedro del Pongo | Eduardo Crespo Malo       | 9 de junio | 16:00 |

| Estudiantes         | 0 - 2 | Tecni Club | Alejandro Serrano Aguilar | 16 de junio | 10:00 |
| San Pedro del Pongo | 1 - 2 | Cuenca FC  | San Pedro del Pongo       | 16 de junio | 10:00 |
| Paute FC            | 2 - 3 | Atenas FC  | Eduardo Crespo Malo       | 16 de junio | 16:00 |

| Tecni Club | 2 - 2 | San Pedro del Pongo | Valeriano Gavinelli | 22 de junio    | 11:15          |
| Cuenca FC  | 2 - 1 | Paute FC            | Patamarca           | 22 de junio    | 14:00          |
| Atenas FC  | -     | Estudiantes         | No se programó      | No se programó | No se programó |

| Cuenca FC           | 4 - 2 | Atenas FC   | Patamarca           | 30 de junio    | 12:00          |
| Paute FC            | 0 - 4 | Tecni Club  | Eduardo Crespo Malo | 30 de junio    | 12:00          |
| San Pedro del Pongo | -     | Estudiantes | No se programó      | No se programó | No se programó |

## Segunda fase
|  | Semifinales     | Semifinales     | Semifinales     | Semifinales     |   |               | Final         | Final       | Final       |  |
|  | 7 y 14 de julio | 7 y 14 de julio | 7 y 14 de julio | 7 y 14 de julio |   |               | 20 de julio   | 20 de julio | 20 de julio |  |
|  |                 |                 |                 |                 |   |               |               |             |             |  |
|  |                 |                 |                 |                 |   |               |               |             |             |  |
|  | Estrella Roja   | Estrella Roja   | 3               | 2               |   |               |               |             |             |  |
|  | Estrella Roja   | Estrella Roja   | 3               | 2               |   |               |               |             |             |  |
|  | Tecni Club      | Tecni Club      | 2               | 0               |   |               |               |             |             |  |
|  | Tecni Club      | Tecni Club      | 2               | 0               |   | Estrella Roja | Estrella Roja | 0           |             |  |
|  |                 |                 |                 |                 |   | Estrella Roja | Estrella Roja | 0           |             |  |
|  |                 |                 | Gloria          | Gloria          | 2 |               |               |             |             |  |
|  | Cuenca          | Cuenca          | Gloria          | Gloria          | 2 | 0             | 1             |             |             |  |
|  | Cuenca          | Cuenca          |                 |                 |   | 0             | 1             |             |             |  |
|  | Gloria          | Gloria          | 0               | 2               |   |               |               |             |             |  |
|  | Gloria          | Gloria          | 0               | 2               |   |               |               |             |             |  |
|  |                 |                 |                 |                 |   |               |               |             |             |  |

- Nota : El equipo ubicado en la primera línea de cada llave es el que ejerce la localía en el partido de vuelta.

### Semifinales
| Fecha                      | Lugar  | Local         |  | Resultado |  | Visitante     |
| -------------------------- | ------ | ------------- |  | --------- |  | ------------- |
| 7 de julio de 2019, 12:15  | Cuenca | Tecni Club    |  | 2 – 3     |  | Estrella Roja |
| 14 de julio de 2019, 10:00 | Cuenca | Estrella Roja |  | 2 – 0     |  | Tecni Club    |
| 7 de julio de 2019, 10:00  | Cuenca | Gloria        |  | 0 – 0     |  | Cuenca        |
| 14 de julio de 2019, 12:30 | Cuenca | Cuenca        |  | 1 – 2     |  | Gloria        |

### Final
| Fecha                      | Lugar  | Local         |  | Resultado |  | Visitante |
| -------------------------- | ------ | ------------- |  | --------- |  | --------- |
| 20 de julio de 2019, 12:30 | Cuenca | Estrella Roja |  | 0 – 2     |  | Gloria    |

| |
| Club Deportivo Gloria 3.er título Clasifica a los zonales de la Segunda Categoría 2019 y a la Copa Ecuador 2020. - También clasifica Club Deportivo Estrella Roja como vicecampeón. |